# Scaphopetalum paxii
Scaphopetalum paxii är en malvaväxtart som beskrevs av H. Winkler. Scaphopetalum paxii ingår i släktet Scaphopetalum och familjen malvaväxter. Inga underarter finns listade i Catalogue of Life.